# Apiocarpella
Apiocarpella är ett släkte av svampar. Apiocarpella ingår i divisionen sporsäcksvampar och riket svampar.